# Шафранов, Семён Николаевич
Семён Николаевич Шафранов (1820—1888) — русский педагог.

## Биография
Родился в семье священника, в Ряжске Рязанской губернии. Учился в Рязанской духовной семинарии, затем уехал в Москву.
После окончания в 1841 году 1-го отделения (историко-филологическое) философского факультета Московского университета со степенью кандидата, он был определён (с 3 июля 1842 года) старшим учителем русского языка и словесности в Рижскую гимназию. В 1851 году ему была объявлена благодарность попечителя Дерптского учебного округа за ревностное распространение русского языка. В 1852 году, после защиты в Московском университете исследования «О видах русских глаголов в синтаксическом отношении» (М., 1852), он был утверждён в степени магистра русской словесности. Совместно с И. Николичем Шафранов составил «Русскую хрестоматию для употребления в училищах Прибалтийских губерний» и «Краткий очерк истории русской словесности» (Ревель: Ф. Клуге, 1860. — 54 с.).
В 1862 году он стал инспектором 5-й Санкт-Петербургской гимназии, а в феврале 1863 года он был назначен директором училищ Санкт-Петербургской губернии. Оставаясь в этой должности, Шафранов в 1863 году был назначен членом Санкт-Петербургского статистического комитета.
В 1865 году С. Н. Шафранов причислен к Министерству государственных имуществ, и вслед за тем назначен управляющим Прибалтийской палатой государственных имуществ. В 1867 году он получил назначение на должность управляющего Саратовской конторой иностранных поселенцев. В 1868 году, 31 марта, он был произведён в чин действительного статского советника и в 1869 году перемещён на должность директора училищ Костромской губернии.
В 1870 году назначен директором 6-й Московской гимназии, где для сплочения учеников придумывал всевозможные средства, в том числе и образовательные прогулки за город. Он обращал внимание и на эстетическое развитие учащихся; Шафранов, обладавший хорошим голосом и редкой музыкальностью, организовал в гимназии хор, слушать который специально приезжал Н. Г. Рубинштейн и очень хвалил. Хотя практиковавшиеся Шафрановым образовательные экскурсии были вскоре запрещены, но впоследствии повсеместно восстановлены. Как вспоминал воспитанник 6-й гимназии: «Шафранов не пропускал ни одного юбилея, сколько-нибудь важного для истории русского просвещения, ни одной годовщины смерти или рождения великого русского деятеля или литератора <…> Кто-нибудь из преподавателей произносил подходящую к случаю речь, с очерком жизни покойного, законоучитель служил панихиду и тоже произносил коротенькое слово, затем учениками читались вслух отрывки из сочинений поминаемого писателя».
В 1873 году он стал директором коллегии Павла Галагана в Киеве. Наконец, с 4 ноября 1876 года до выхода в отставку в 1884 году он руководил Полтавской гимназией.
Его сочинение «О складе народно-русской песенной речи, рассматриваемой в связи с напевами» (СПб. 1879) было удостоено Уваровской премии.
Поселившись в селе Никольском, он всецело посвятил себя народной сельской школе.
Умер 8 (20) апреля 1888 года в селе Никольском Мизинце Ряжского уезда Рязанской губернии.